# ماریو استانیچ
 ماریو استانیچ  (کرواتی: Mario Stanić; زاده ۱۰ آوریل ۱۹۷۲ - سارایوو) بازیکن فوتبال اهل کرواسی است. وی سابقه عضویت در باشگاه‌های دینامو زاگرب، پارما و چلسی را دارد.
استانیچ ۴۹ بازی و ۷ گل ملی در کارنامه دارد و در جام‌های جهانی ۱۹۹۸ و ۲۰۰۲ حضور داشته‌است.